# Comarth
 (septembre 2009).
Si vous disposez d'ouvrages ou d'articles de référence ou si vous connaissez des sites web de qualité traitant du thème abordé ici, merci de compléter l'article en donnant les références utiles à sa vérifiabilité et en les liant à la section « Notes et références ».
Comarth ou Comarth engineering est une société espagnole spécialisée dans la conception et le développement de véhicules utilitaires sports.

## Produits
Parmi ses réalisations, on remarquera les Roadsters S1 et XTAMY, des véhicules plébiscités par les professionnels du moteur qui ne sont plus réalisés aujourd'hui, ce sont donc des voitures rares qui ont été réalisées à très peu d'exemplaires, 27 pour la S1 et 5 pour la Xtamy.
Depuis 6 ans, Comarth centre ses efforts sur la conception de véhicules électriques destinés à une large gamme d’utilisations, le plus récent étant le Cross Rider un véhicule tout terrain électrique.
Actuellement, Comarth engineering travaille surtout dans le développement d’une gamme complète de véhicules électriques urbains dont des véhicules à 3 et 4 places et des petits utilitaires pour les livraisons dans les villes.
La particularité de Comarth réside aussi dans sa capacité à concevoir et à développer des véhicules exclusifs en fonction des nécessités de ses clients. Les véhicules Comarth sont assemblés dans leur usine à Murcie en Espagne et homologués par l’INTA conformément aux directives européennes actuelles.